# Historická metoda
Historická metoda je soubor technik a postupů, které užívají historikové při práci s primárními zdroji a jinými důkazy, včetně důkazů, které nabízí archeologie, pro výzkum a následné psaní historie ve formě historických záznamů. Studium historické metody a různých způsobů psaní dějin je známé jako historiografie.

## Kritika zdrojů
Kritika zdrojů odkazuje na kritickou evaluaci zdrojového materiálu výzkumu. Zhodnocuje, od jaké míry je zdroj validní, důvěryhodný a relevantní.
Gilbert J Garraghan si v rámci kritického hodnocení zdrojů pokládá šest otázek:
- Kdy byl zdroj, napsaný nebo nepsaný, vyrobený (datum)?
- Kde byl vyroben (lokalizace)?
- Kým byl vyroben (autorství)?
- Z jakého již existujícího materiálu vznikl (analýza)?
- V jaké původní podobě byla vytvořen (integrita)?
- Jaká je důkazní hodnota jeho obsahu (důvěryhodnost)?

První čtyři otázky jsou známy jako vyšší kritika; pátá, nižší kritika; a spolu externí kritika. Šestý a poslední dotaz se nazývá vnitřní kritika. Společně se pak jedná souhrnně o kritiku zdrojů.
Vzhledem k tomu, že jen málo dokumentů bylo přijato jako zcela spolehlivé, Louis Gottschalk stanovil obecné pravidlo, a to že "pro každý jednotlivý dokument by měl být proces ověřování důvěryhodnosti proveden separátně a bez ohledu na obecnou důvěryhodnost autora". Autorská důvěryhodnost může do jisté míry stanovit obecný tón přístupu ke zdroje, každá extrahovaná informace ale musí být vyhodnocována zvlášť.

### Postupy pro protichůdné zdroje
Bernheim (1889) a Langlois a Seignobos (1898) navrhli ve věci evaluace protichůdných zdrojů postup sestávající ze 7 kroků:
1. Pokud se zdroje shodují na události, historici mohou tuto událost prokázat.
2. Většinová shoda ale není vždy průkazná; i když většina zdrojů událost popisuje stejným způsobem, tato verze nebude upřednostněna, jestliže neobstojí před kritickou textovou.
3. Zdroj, jehož výčet může být alespoň zčásti potvrzen externími autoritami, může být považován za důvěryhodný v plném rozsahu tehdy, pokud nelze podobným způsobem potvrdit celý.
4. Když se na určitém místě dva zdroje neshodnou, historik upřednostňuje zdroj s nejvyšší "autoritou" – tedy zdroj vytvořený odborníkem nebo očitým svědkem.
5. Očití svědci by měli být obecně upřednostňováni, zvláště za okolností, kdy mohl běžný pozorovatel přesně informovat o tom, co se stalo, a ještě lépe když je předmětem výzkumu jeho současník.
6. Pokud se na věci shodnou dva nezávisle vytvořené zdroje, jejich důvěryhodnost markantně vzroste.
7. Když dva zdroje nesouhlasí a neexistují žádné jiné způsoby vyhodnocení, pak historici zvolí zdroj, který nejlépe odpovídá zdravému rozumu.

### Anonymní zdroje
Historici připouští užívání anonymních zdrojů ke stanovení historického faktu.